# Gulo gulo luscus
 Gulo gulo luscus es una subespecie de mamíferos carnívoros de la familia Mustelidae, subfamilia Mustelinae.

## Distribución geográfica
Se encuentran en las costas del Océano Ártico (incluyendo la Isla de Baffin y el Labrador), Alaska, al este del Canadá y el noreste de los Estados Unidos (Míchigan, Wisconsin, Minnesota, Dakota del Norte y Montañas Rocosas hasta Colorado).